# Saison 2007 du Tour européen PGA
La saison 2007 du Circuit Européen s'est tenue sur 52 semaines et avait débuté fin 2006.
36e saison depuis la création du Circuit Européen, la saison est constituée de 52 tournois officiels, incluant les quatre tournois constituant le Grand Chelem, les trois tournois du  World Golf Championships.
Le cicrcuit européen se produit principalement en Europe, mais aussi en Asie, en Afrique du Sud et en Australie. 
L'Anglais Justin Rose remporte le classement de l'Ordre du Mérite européen, la décision s'effectuant lors du dernier tournoi. L'Irlandais Pádraig Harrington remporte pour sa part le titre de Player of the year (joueur de l'année), l'Allemand Martin Kaymer remportant pour sa part le titre de rookie of the year (meilleur débutant de l'année).

## Calendrier
| Date                   | Tournoi                                      | Lieu                | Vainqueur                 | points pour le World Golf Ranking | Notes                                                                             |
| ---------------------- | -------------------------------------------- | ------------------- | ------------------------- | --------------------------------- | --------------------------------------------------------------------------------- |
| 9-12 novembre          | HSBC Champions Tournament                    | Chine               | Yang Yong-eun             | 52                                | fait partie également de trois autres circuits                                    |
| 16-19 novembre         | UBS Hong Kong Open                           | Hong Kong, Chine    | José Manuel Lara          | 32                                | fait partie également du Asian Tour                                               |
| 23-26 novembre         | MasterCard Masters                           | Australie           | Justin Rose               | 30                                | fait partie également du PGA Tour of Australasia                                  |
| 30 novembre-3 décembre | Blue Chip New Zealand Open                   | Nouvelle-Zélande    | Nathan Green              | 20                                | fait partie également du PGA Tour of Australasia                                  |
| 7-10 décembre          | Dunhill Championship                         | Afrique du Sud      | Álvaro Quirós             | 18                                | fait partie également du Sunshine Tour                                            |
| 14-17 décembre         | South African Airways Open                   | Afrique du Sud      | Ernie Els                 | 32                                | fait partie également du Sunshine Tour                                            |
| 11-14 janvier          | Joburg Open                                  | Afrique du Sud      | Ariel Cañete              | 20                                | Nouveau tournoi. Fait partie également du Sunshine Tour                           |
| 18-21 janvier          | Abu Dhabi Golf Championship                  | Émirats arabes unis | Paul Casey                | 44                                | Ne fait pas partie du Asian Tour                                                  |
| 25-28 janvier          | The Commercial Bank Qatar Masters            | Qatar               | Retief Goosen             | 48                                | fait partie également du Asian Tour                                               |
| 1-4 février            | Dubai Desert Classic                         | Émirats arabes unis | Henrik Stenson            | 50                                |                                                                                   |
| 8-11 février           | Maybank Malaysian Open                       | Malaisie            | Peter Hedblom             | 26                                | fait partie également du Asian Tour                                               |
| 15-18 février          | Indonesia Open                               | Indonésie           | Mikko Ilonen              | 20                                | fait partie également du Asian Tour                                               |
| 22-25 février          | WGC-Accenture Match Play Championship        | États-Unis          | Henrik Stenson            | 76                                | World Golf Championships                                                          |
| 1-4 mars               | Johnnie Walker Classic                       | Thaïlande           | Anton Haig                | 40                                | fait partie également des Asian Tour et PGA Tour of Australasia.                  |
| 8-11 mars              | Singapore Masters                            | Singapour           | Liang Wen-Chong           | 30                                | fait partie également du Asian Tour                                               |
| 15-18 mars             | TCL Classic                                  | Chine               | Chapchai Nirat            | 20                                | fait partie également du Asian Tour                                               |
| 22-25 mars             | WGC-CA Championship                          | États-Unis          | Tiger Woods               | 76                                | World Golf Championships                                                          |
| 22-25 Mar              | Madeira Island Open                          | Portugal            | Daniel Vancsik            | 24                                |                                                                                   |
| 29 Mar - 1 avr         | Portuguese Open                              | Portugal            | Pablo Martin-Benavides    | 24                                | Première victoire d'un amateur de l'histoire du circuit européen[réf. nécessaire] |
| 5-8 Avr                | Masters                                      | États-Unis          | Zach Johnson              | 100                               | grand chelem                                                                      |
| 12-15 Avr              | Volvo China Open                             | Chine               | Markus Brier              | 20                                | fait partie également du Asian Tour                                               |
| 19-22 Avr              | BMW Asian Open                               | Chine               | Raphaël Jacquelin         | 32                                | fait partie également du Asian Tour                                               |
| 26-29 Avr              | Open d'Espagne                               | Espagne             | Charl Schwartzel          | 24                                |                                                                                   |
| 3-6 mai                | Telecom Italia Open                          | Italie              | Gonzalo Fernández-Castaño | 24                                |                                                                                   |
| 10-13 mai              | Valle Romano Open de Andalucia               | Espagne             | Lee Westwood              | 24                                | Nouveau tournoi                                                                   |
| 17-20 mai              | Irish Open                                   | Irlande             | Pádraig Harrington        | 28                                |                                                                                   |
| 24-27 mai              | BMW PGA Championship                         | Angleterre          | Anders Hansen             | 64                                |                                                                                   |
| 31 mai - 3 juin        | Celtic Manor Wales Open                      | Pays de Galles      | Richard Sterne            | 26                                |                                                                                   |
| 7-10 juin              | BA-CA Golf Open                              | Autriche            | Richard Green             | 24                                |                                                                                   |
| 14-17 juin             | U.S. Open                                    | États-Unis          | Ángel Cabrera             | 100                               | grand chelem                                                                      |
| 14-17 juin             | Open de Saint-Omer                           | France              | Carl Suneson              | 18                                | Fait partie également du Challenge Tour.                                          |
| 21-24 juin             | BMW International Open                       | Allemagne           | Niclas Fasth              | 34                                |                                                                                   |
| 28 juin - 1er juillet  | Open de France                               | France              | Graeme Storm              | 30                                |                                                                                   |
| 5-8 juillet            | Smurfit European Open                        | Irlande             | Colin Montgomerie         | 32                                |                                                                                   |
| 12-15 juillet          | Barclays Scottish Open                       | Écosse              | Grégory Havret            | 50                                |                                                                                   |
| 19-22 juillet          | Open britannique                             | Royaume-Uni         | Pádraig Harrington        | 100                               | Tournoi du grand chelem                                                           |
| 26-29 juillet          | Deutsche Bank Players Championship of Europe | Allemagne           | Andrés Romero             | 40                                |                                                                                   |
| 2-5 août               | WGC-Bridgestone Invitational                 | États-Unis          | Tiger Woods               | 76                                | World Golf Championships                                                          |
| 2-5 août               | Russian Open                                 | Russie              | Per-Ulrik Johansson       | 24                                |                                                                                   |
| 9-12 août              | USPGA                                        | États-Unis          | Tiger Woods               | 100                               | Tournoi du grand chelem                                                           |
| 16-19 août             | Scandinavian Masters                         | Suède               | Mikko Ilonen              | 24                                |                                                                                   |
| 23-26 août             | KLM Open                                     | Pays-Bas            | Ross Fisher               | 24                                |                                                                                   |
| 30 août - 2 septembre  | Johnnie Walker Championship at Gleneagles    | Écosse              | Marc Warren               | 24                                |                                                                                   |
| 6-9 septembre          | Omega European Masters                       | Suisse              | Brett Rumford             | 30                                |                                                                                   |
| 13-16 septembre        | Mercedes-Benz Championship                   | Allemagne           | Søren Hansen              | 40                                |                                                                                   |
| 20-23 septembre        | Quinn Direct British Masters                 | Angleterre          | Lee Westwood              | 32                                |                                                                                   |
| 27-30 septembre        | Seve Trophy                                  | Irlande             | Royaume-Uni & Irlande     | N/A                               | Compétition par équipe.                                                           |
| 4-7 octobre            | Alfred Dunhill Links Championship            | Écosse              | Nick Dougherty            | 48                                | Présence également d'un tournoi pro-am                                            |
| 11-14 octobre          | HSBC World Match Play Championship           | Angleterre          | Ernie Els                 | 40                                | Tournoi en match play avec 16 joueurs                                             |
| 11-14 octobre          | Open de Madrid                               | Espagne             | Mads Vibe-Hastrup         | 24                                | Alternate to the HSBC World Match Play Championship                               |
| 18-21 octobre          | Portugal Masters                             | Portugal            | Steve Webster             | 34                                | Nouveau tournoi                                                                   |
| 25-28 octobre          | Mallorca Classic                             | Espagne             | Grégory Bourdy            | 24                                |                                                                                   |
| 1-4 novembre           | Volvo Masters                                | Espagne             | Justin Rose               | 46                                |                                                                                   |

## Ordre du Mérite
Ce classement est établi sur le total des gains obtenu au cours de la saison.
Les dix premiers de la saison 2007 sont :
| Position | Joueur             | Pays           | Total des gains (€) |
| -------- | ------------------ | -------------- | ------------------- |
| 1.       | Justin Rose        | Angleterre     | 2 944 945           |
| 2.       | Ernie Els          | Afrique du Sud | 2 496 237           |
| 3.       | Pádraig Harrington | Irlande        | 2 463 742           |
| 4.       | Henrik Stenson     | Suède          | 2 014 841           |
| 5.       | Niclas Fasth       | Suède          | 1 919 339           |
| 6.       | Ángel Cabrera      | Argentine      | 1 753 024           |
| 7.       | Andrés Romero      | Argentine      | 1 741 707           |
| 8.       | Søren Hansen       | Danemark       | 1 692 054           |
| 9.       | Retief Goosen      | Afrique du Sud | 1 478 245           |
| 10.      | Lee Westwood       | Angleterre     | 1 420 327           |

Bien que Tiger Woods ait remporté plus de gains que n'importe quel autre joueur sur le circuit européen, il n'est pas éligible pour remporter l'Ordre du Mérite car il n'est pas membre du circuit européen